# Ein Hells Angel unter Brüdern
Ein Hells Angel unter Brüdern ist ein deutscher Dokumentarfilm von Marcel Wehn aus dem Jahr 2014. Der Film porträtiert den Fotografen und langjährigen Vorsitzenden der Stuttgarter Sektion des Motorrad- und Rockerclubs Hells Angels, Lutz Schelhorn, und wurde beim Neiße Filmfestival 2014 als bester Dokumentarfilm ausgezeichnet. Der Kinostart war am 15. Januar 2015.

## Inhalt
Der Film begleitet Schelhorn über mehrere Jahre bei seiner Arbeit an einem Bildband über die deutsche Rocker-Szene. Er sieht sich als Rebell, der mit seinen Fotografien die Individualität der einzelnen Hells Angels Mitglieder unterstreichen möchte. In seiner Funktion als Präsident des Stuttgarter Charters der Hells Angels beklagt er das aktuell miserable Öffentlichkeitsbild des Motorrad-Clubs und vergleicht das heutige Bild der Hells Angels mit früheren Zeiten. Standen damals noch das Motorradfahren, Brüderlichkeit und Freiheit im Vordergrund, so werden die Hells Angels heute für ihre Kriminalität in Sachen Waffen, Drogen und auch Mord international gefürchtet. Schelhorn bemüht sich um ein differenziertes Bild des legendären Motorradclubs.

## Kritik
Der Film wurde von den Kritikern kontrovers aufgenommen.
Der Filmdienst urteilt, der „vermeintliche Einblick in das Innenleben der ‚Hells Angels‘ leidet an der offensichtlich fehlenden Distanz zum Protagonisten; auch kann die Inszenierung nichts mit der Diskrepanz zwischen dem ostentativen Rebellentum und der zutiefst bürgerlichen Existenzform der Rocker anfangen“.
Indiekino Berlin dagegen schreibt: „Dass ‚Ein Hells Angel unter Brüdern‘ nicht zu einer Promo-Plattform für den Verein und seine Mitglieder wird, […] ist der akribischen Arbeit des Regisseurs zu verdanken, der es schafft, die Protagonisten […] zu ihren fragwürdigen Einstellungen zu Waffengewalt und Gerechtigkeit zu konfrontieren, ohne ihre Aussage in gewohnter Schlagzeilenform präsentieren zu müssen.“
Die epd Film bewertet den Dokumentarfilm ebenso positiv: „Erst hinter den Fragen, in den Zwischenräumen und Brüchen des mosaikhaften Porträts bringt der genaue Beobachter Wehn etwas zum Vorschein: ein richtiges, beinahe möchte man sagen, ein wahres Bild des Hells Angels oder zumindest des besonderen Angels Lutz Schelhorn.“